# 馬爾納 (明尼蘇達州)
馬爾納（英語：Marna）是位於美國明尼蘇達州法里博縣的一個非建制地區。

## 歷史
馬爾納的郵局於1901年設立，其後於1911年停運。此地得名自法國的马恩河。

## 地理
馬爾納所處的海拔為高於海平面338米（即1109英呎），而該地所採用的時區為UTC-6，即北美中部時區（CST）。同時該地設有夏令時間，為UTC-6調快一小時，即UTC-5（CDT）。